# Česací stroj
Česací stroj (angl.: combing machine, něm.: Kämmaschine) je zařízení používané při výrobě staplových přízí k odstranění krátkých vláken a nežádoucích příměsků z vlákenného materiálu a k napřímení vláken do rovnoběžné polohy. 
Na začátku 21. století se vyrábějí tři základní druhy strojů (zvaných také česačky): bavlnářské, vlnařské a stroje pro lýková vlákna.

## Z historie česacích strojů

### Ruční česání
Začátky výroby česaných přízí nejsou známé. Jedním z nejstarších dokladů je stříbrná číše z 1. nebo 2. století n. l. s vyobrazením česače vlny nalezená ve Švýcarsku. (1) Od středověku až do začátku 20. století se ruční česání vlny provádělo se dvěma hřebeny (viz nákres (2)), mezi kterými se protahoval chomáč prané a maštěné vlny. Hřebeny měly 3–5 řad jehel, jeden z nich („pad“) byl upevněn na podstavci a druhý držel česač v ruce. Aby s usnadnilo pročesávání, zahřívaly se hřebeny ve zvláštní nádobě („pot o´four“) na určitou teplotu. Smotky krátkých vláken a nečistoty – výčesky se shromažďovaly mezi jehlami hřebenů, hrst pročesaných vláken se připojila k hotovému pramenu – česanci. Ruční česání byla vysoce kvalifikovaná, dobře placená práce, zručný pracovník zhotovil za hodinu až 20 česanců 1 metr dlouhých a 15 cm širokých (celkem zhruba 0,5 kg). Jako živnost se ruční česání provozovalo (např. v Německu) ještě na začátku 20. století. 

### Vývoj strojů podle „anglického“ systému česání
Jednotlivé úkony při ručním česání vlny sloužily jako vzor všem vynálezcům strojů, kteří se je snažili nahradit mechanickými konstrukcemi.
Za první česací stroj je považován vynález Angličana Edmunda Cartrighta patentovaný v letech 1790–1792.
Stroj zvaný Big Ben (3) byl v principu definován jako věnec s několika řadami jehel, který se otáčí tak, že jehly mohou zachytit a pročesávat vlákna vlny z hřebene umístěného nad nimi. Čisticí hřeben pak odebírá vlákna z ojehleného věnce a předává je k oddělovacím válcům, které je odvádějí jako hotový česanec. Zařízení poháněné koňským potahem obsluhovalo 10 dětí a jeden dospělý jako dohled. Stroj mohl údajně zpracovat až 9 kg hrubší vlny za hodinu. V Anglii bylo v roce 1793 instalováno asi 5 exemplářů, k jejich praktickému využití nedošlo (především) z právních důvodů. 
Na Cartrigtově principu byla však založena řada konstrukcí (většinou anglického původu), které se prosadily teprve asi o padesát let později. Patřily k nim zejména:
James Noble dostal první patent na česací stroj v roce 1805. K ojehlenému věnci byly zevnitř těsně nastaveny ojehlené kotouče. Vlna se vtlačovala kartáči mezi obě ojehlená pole, (kartáče s 1000 obr./min., ojehlený věnec s cca 3,5 obr./min.), kolmo k věnci byly umístěny odtahovací válce které odváděly vyčesaná vlákna a ukládaly je ve formě pramene do konve. (4)
Vynálezce S.C.Lister použil na Cartrightově stroji (asi v roce 1850) podávací zařízení se stiskem vláken v kleštích, před česáním napařoval vlákenný materiál a zlepšil řadu konstrukčních prvků na stoji . (5) Česačka byla vhodná pro zpracování dlouhovlákenných vln, hedvábných odpadů a alpaky.
Isaac Holden si mimo jiné (spolu s Listerem) asi v roce 1848 nechal patentovat tzv. squre motion – pohyb jemného hřebene ve tvaru čtyřúhelníku, který vnikal do vlákenné třásně v těsné blízkosti česací hlavy a tak se vytvořil pás vláken, který se pročesával v celé šíři. (6)
Všechny zmíněné konstrukční varianty měly především tu výhodu, že se na těchto strojích nechala zpracovávat vlna bez předchozího mykání, (při kterém dochází k nežádoucímu zkracování staplu vláken). Praná, maštěná vlna před česáním probíhala zpravidla 6 pasážemi protahovacích strojů, stroje mohly asi od 60. let 19. století plně nahradit ruční česání a Nobleho i Listrova konstrukce se používaly (především pro dlouhovlákenné anglické vlny) až asi do poloviny 20. století. 

### „Francouzský“ systém česání

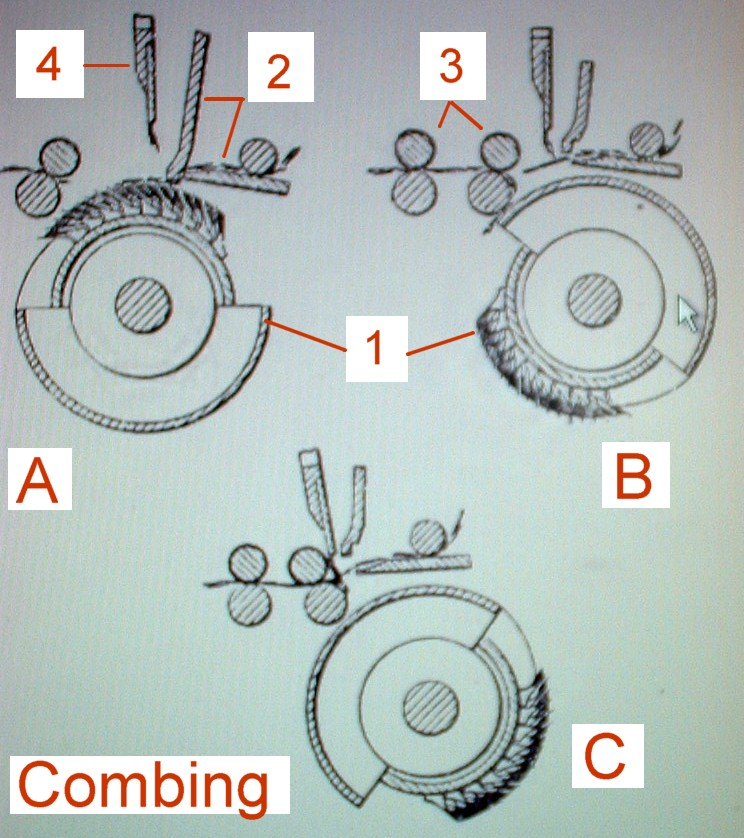
3 fáze procesu česání

Francouz Josua Heilmann přišel v polovině 19. století se systémem odlišujícím se od anglických vynálezů v podstatě tím, že se k ojehlenému česacímu válci přivádělo vlákenné rouno přes ocelové kleště, které se po průchodu asi 10 mm rouna zavřely, souvislý pás vláken byl přerušen a na dolní čelisti se vytvořila po celé šířce kleští asi dvacetimilimetrová třáseň k pročesání. Jednotlivé úkony česání se daly rozdělit na tři fáze (A,B,C), jak je vpravo schematicky znázorněno:
- A – česlisti (2) stisknou vlákennou třáseň a jehly česacího válce válce (1) z ní vyčesávají krátká vlákna
- B – oddělovací válečky (3) vracejí konec hotového pásu vyčesaných vláken k napojení na pročesanou třáseň
- C – pročesaná část vláken tvoří jeden celek, válečky jej odvádějí, část třásně dosud zachycená čelistmi prochází dočesávacím hřebenem (4), čelisti se zavírají, vlákenné rouno se rozpojí a vzniká na nich nova třáseň

Heilmann obdržel anglický patent na vlnařský česací stroj v roce 1846. Jeho systém se dal modifikovat pro všechny druhy staplových vláken. Řada konstruktérů (např. Gégauff, Nasmith aj)  zdokonalila stroj tak, že na začátku 21. století zůstal Heilmannův systém jako jediný prakticky používaný princip konstrukce česacích strojů. V roce 2014 se odhadoval celosvětový podíl přízí ze staplových vláken s obsahem česaných materiálů na 20 %. 

### Zvláštní systémy česání
- Podle některých odborníků je vochlování lýkových vláken zvláštní způsob česání. (Vochlovací stroje odstraňují např. při výrobě lněné příze krátká vlákna) [7]

- Při výrobě šapové příze se používají zvláštní česací stroje s rotujícími hřebeny. [8] (Podrobnosti o jejich funkci nebyly dosud publikovány).

## Česací stroje v 21. století

### Česání bavlny
Česacím strojům se předkládá bavlněné rouno (pás vláken o šířce cca 30 cm, s hmotností 40–60 g/m) svinuté do stůčky. Jeden z nejužívanějších způsobů přípravy k česání je zhotovení rouna na pramenovém sdružovacím stroji (snímek (7)) ze 16–20 pramenů mykané bavlny a družení 6–8 stůček na stůčkovém protahovacím stroji (snímek (8) ).
Česací stroj se staví s 6–8 česacími hlavami. Vyčesaná vlákna z každé z nich se zhušťují a druží do jednoho nebo dvou výsledných pramenů, které se svinují do konve. Stroj pracuje s obrátkami česacího válce až 500/min., během každé obrátky se přivádí k česání cca 10 mm vlákenného rouna (cca 0,5 g). Na stroji probíhá shora popsaný pracovní cyklus, během kterého se vrstva vláken ztenčí asi na 1/10 původní tloušťky a z bavlny se vyčesává 10–25 % krátkých vláken. Ta se zachycují na česacím válci, odkud je snímá rotující kartáč, ze kterého se odsávají do sběrné skříně. (9)
Složitý pohonný mechanizmus a soulad jednotlivých pracovních úkonů jsou centrálně seřiditelné, maximální výkon celého stroje dosahuje (v roce 2019) cca 100 kg/hod. 

### Česání vlny
Mykaná vlna probíhá před česáním zpravidla dvěma pasážemi protahovacích strojů, česačce se předkládá 16–20 posukovaných pramenů jako pás vláken v šířce cca 45 cm s hmotností cca 400–500 g.
Na česacím stroji je instalováno jen jedno česací ústrojí (hlava). Od bavlnářských strojů se liší zejména tím, že předkládané prameny jsou vedeny do kleští přes ojehlenou desku, česací válec má uprostřed mezi řadami jehel tzv. odřepíkovací zařízení a oddělovací ústrojí je doplněno obíhajícím koženým pásem oddělovacími plechy. (10) Česací válec může pracovat s max. 260 obr./min., (11) cca 10 milimetrová třáseň k pročesání váží asi 5 g, odváděcí rychlost se volí tak, že jemnost hotového česance odpovídá zhruba jemnosti předkládaného pramene (cca 20 g/m), z vlněných vláken se odstraňuje 8–15 % výčesků, výkon moderních strojů dosahuje 50 kg/hod. 
Na stroji se dají zpracovávat také umělá vlákna, odpady z přírodního hedvábí a alpaka. Při výrobě velmi jemných přízí se často zařazuje 2. pasáž česání – dočesávání čisté vlny nebo směsi s umělými vlákny (1–2 % výčesků).

### Česání lýkových vláken
Příprava k česaní je velmi podobná s přípravou vlněných vláken (1–2 pasáže protahovacích strojů).
Konstrukce česacího stroje se také podobá vlnařskému systému. Ke zpracování se předkládají prameny v celkové hmotnosti cca 400 g/m, k česání se podává délka 4–9 mm. Při česání koudele se stroj seřizuje na 15–30 % výčesku, údaje pro jiná lýková vlákna nejsou zveřejňovány. Stroje ze začátku 21. století pracují s maximálně 165 obrátkami za minutu. 

## Galerie česacích strojů

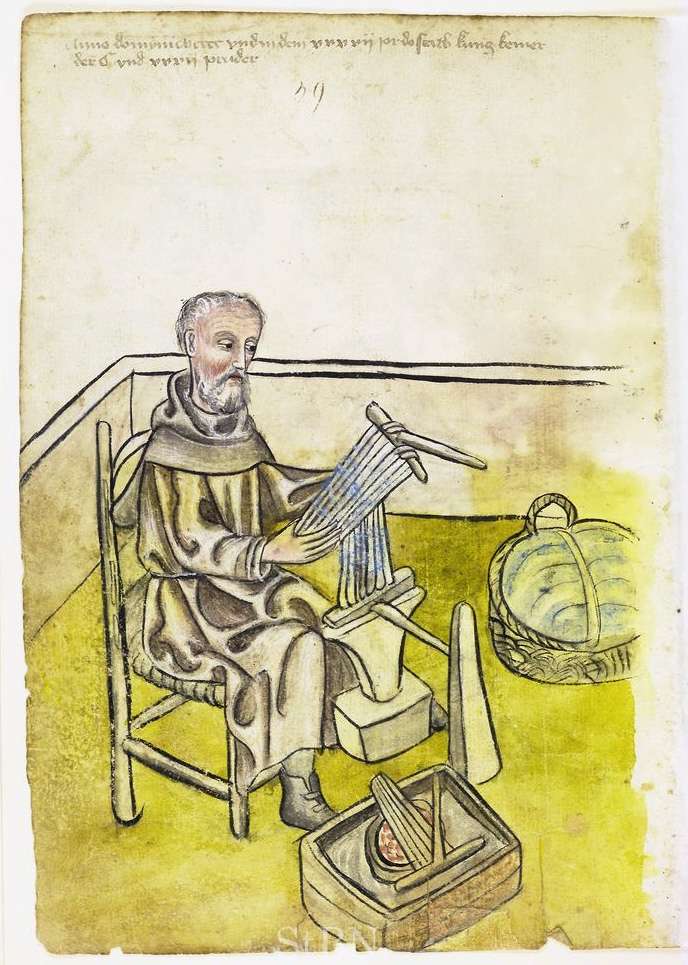
(1) Česač vlny v polovině 15. století
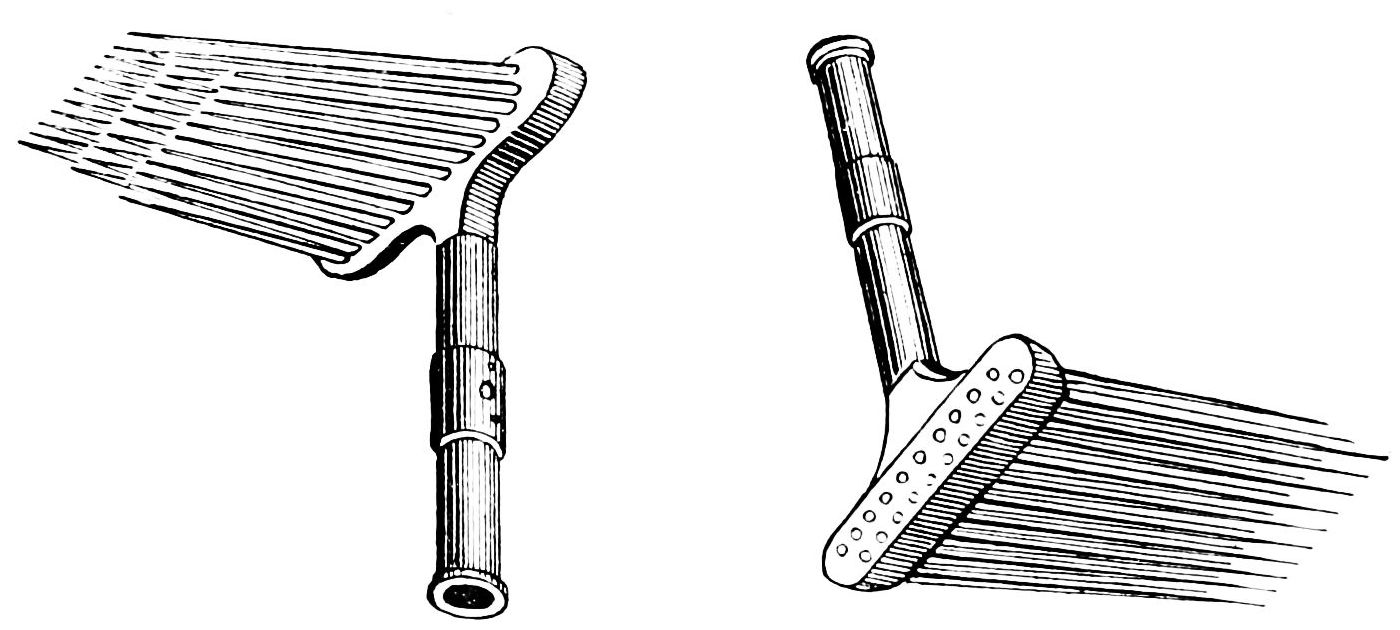
(2) Hřebeny na ruční česání vlny
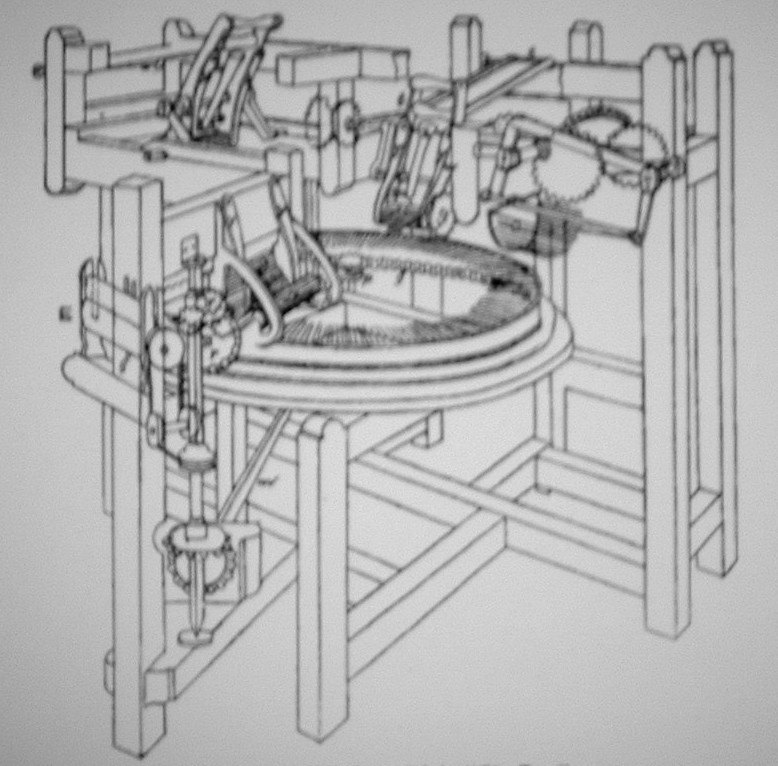
(3) Cartwrigtův stroj Big Ben
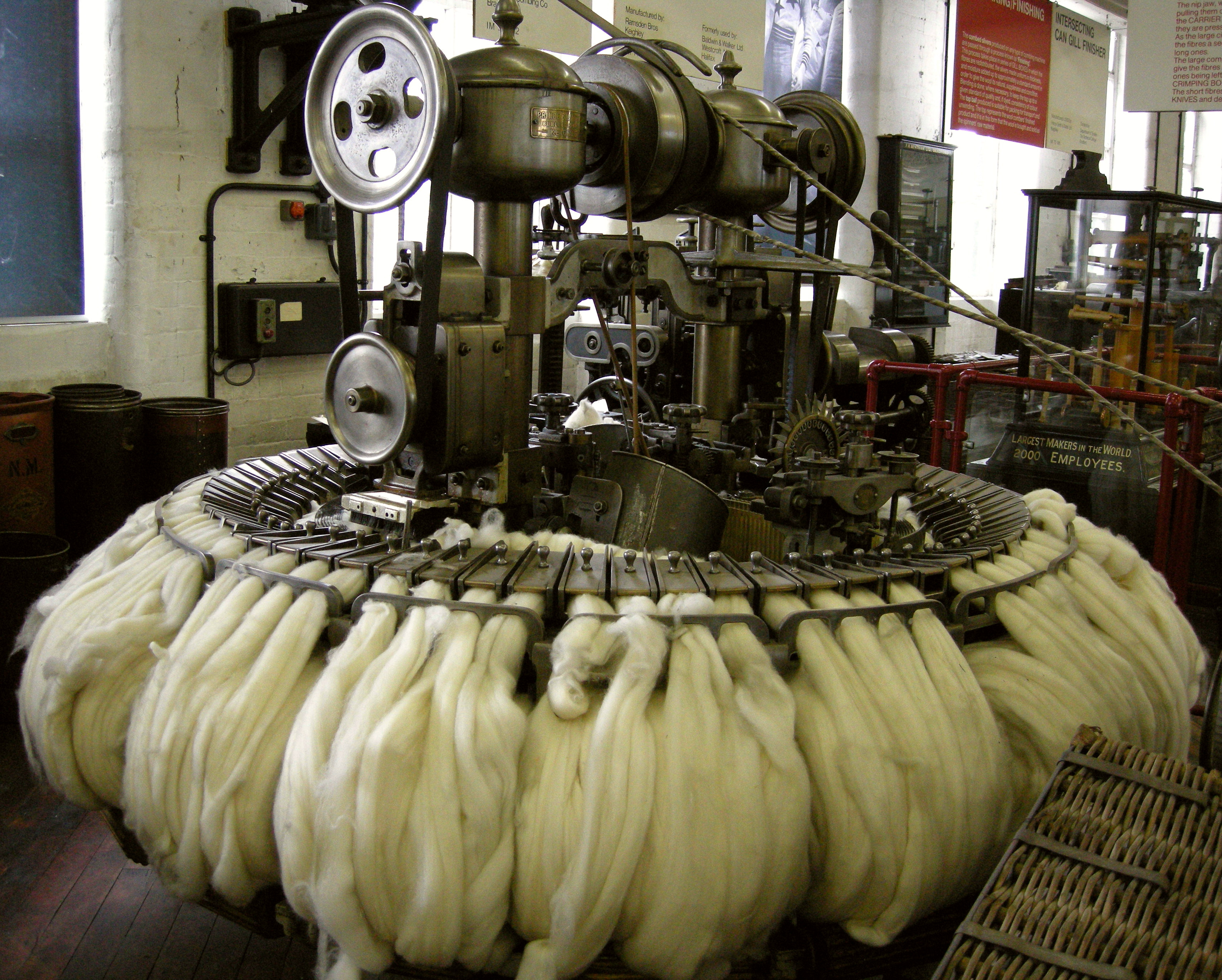
(4) Česací stroj systém Noble z 1. poloviny 20. století
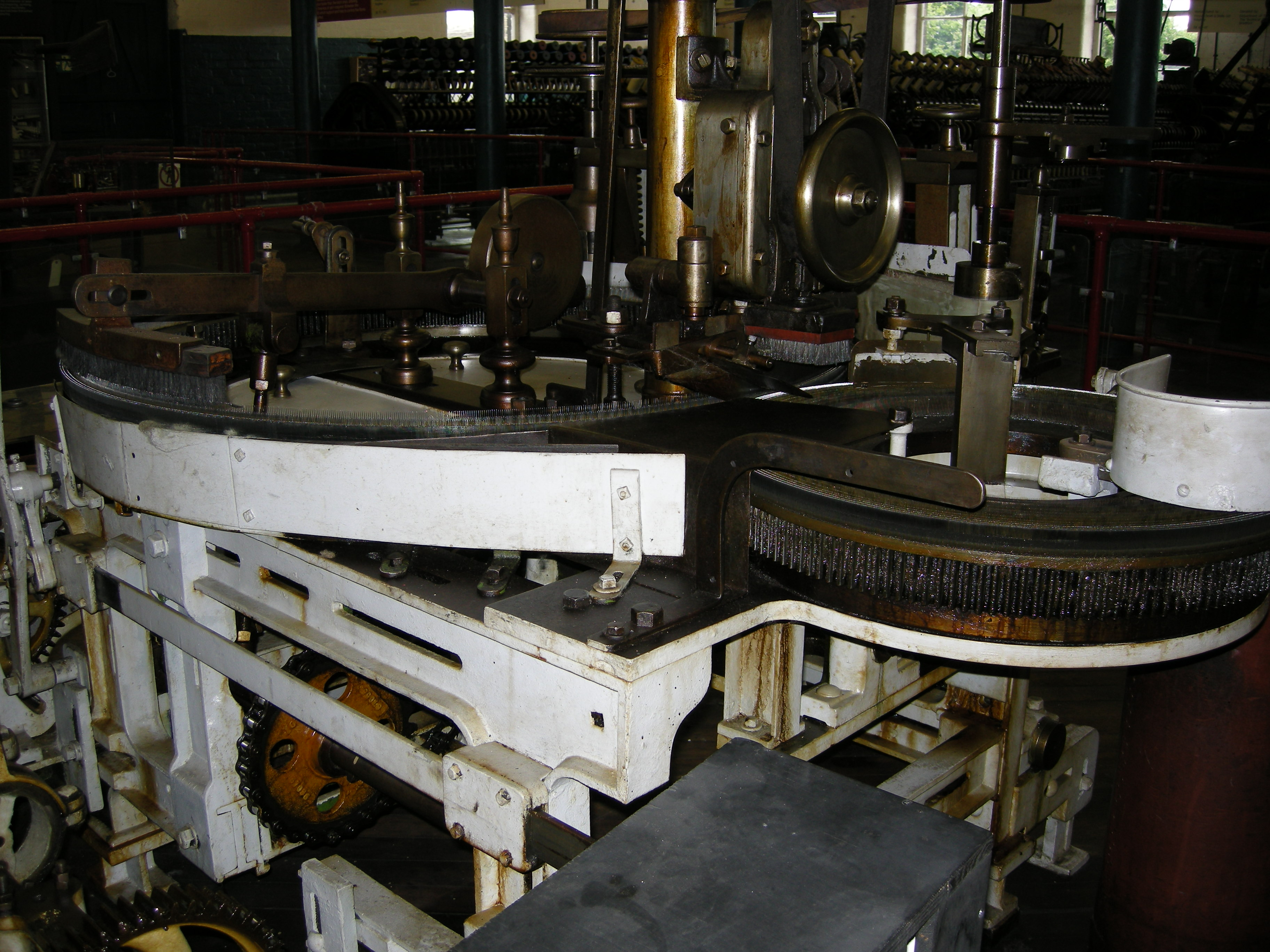
(5) Kruhový česací stroj systém Lister
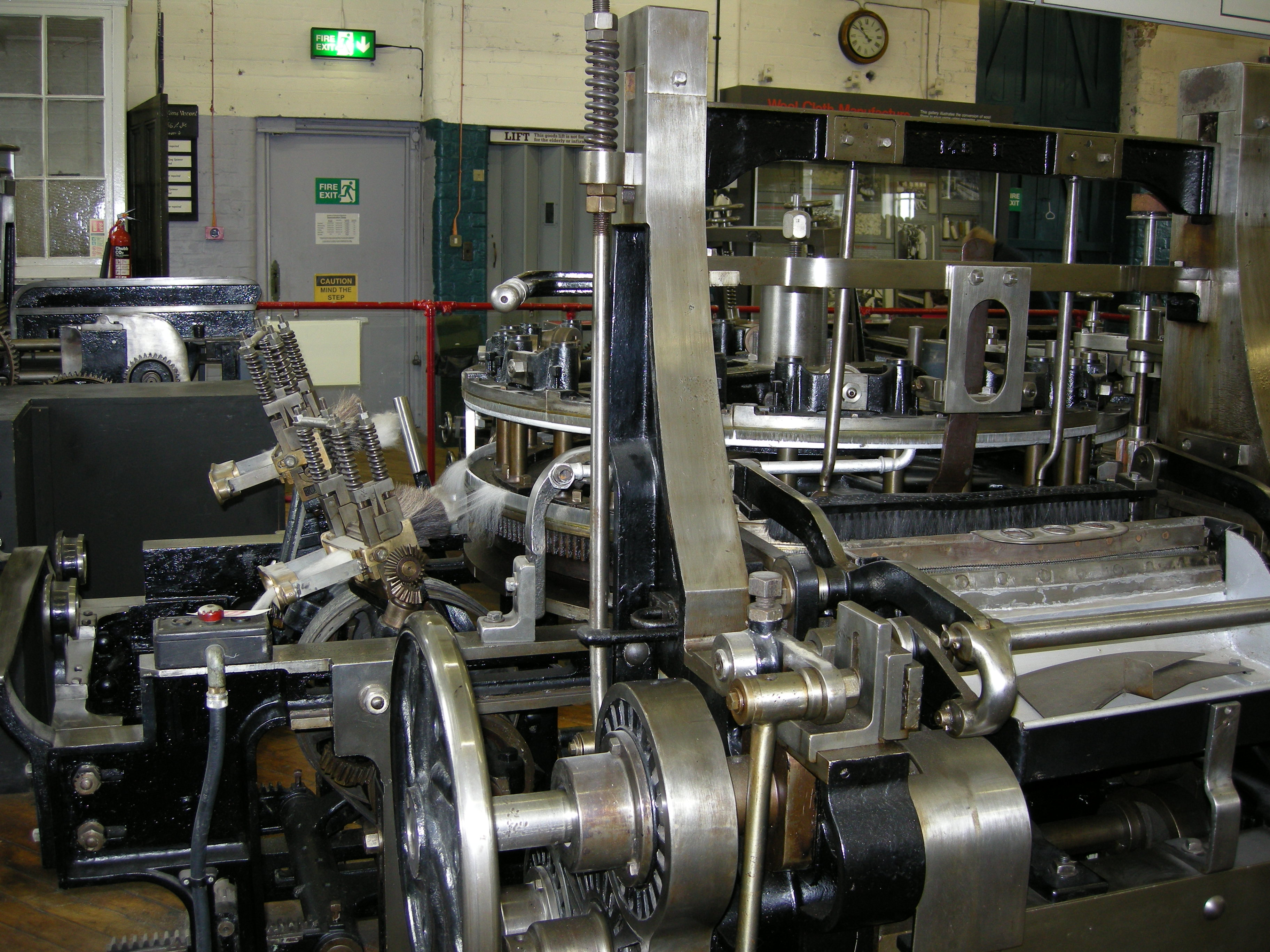
(6) Kruhový česací stroj systém Holden z roku 1914
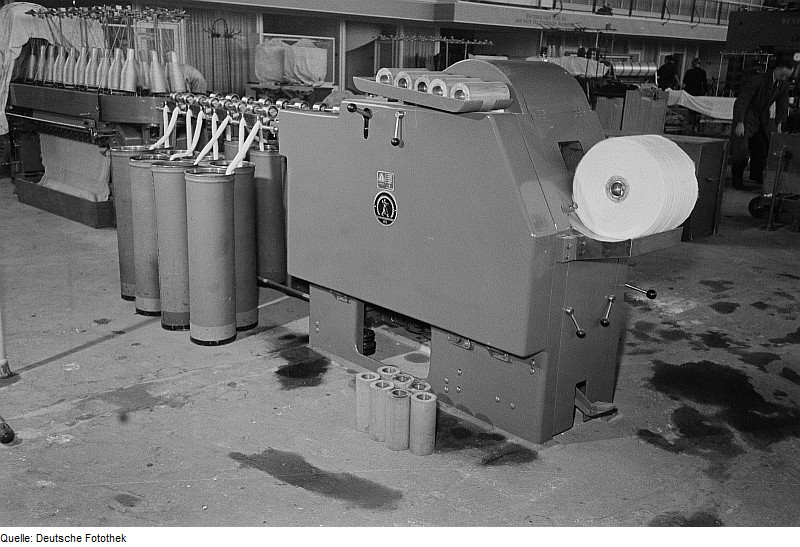
(7) Pramenový sdružovací stroj z roku 1954
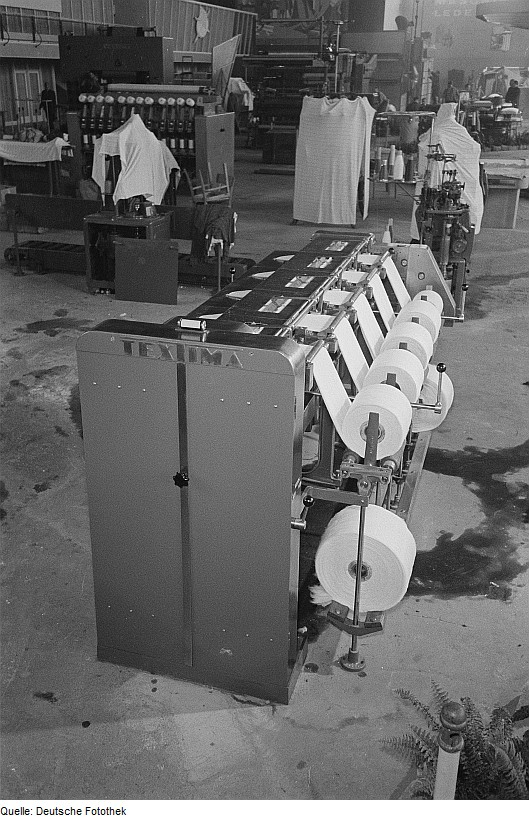
(8) Stůčková protahovačka z roku 1954
(9) Česací stroj na bavlnu v roce 1941
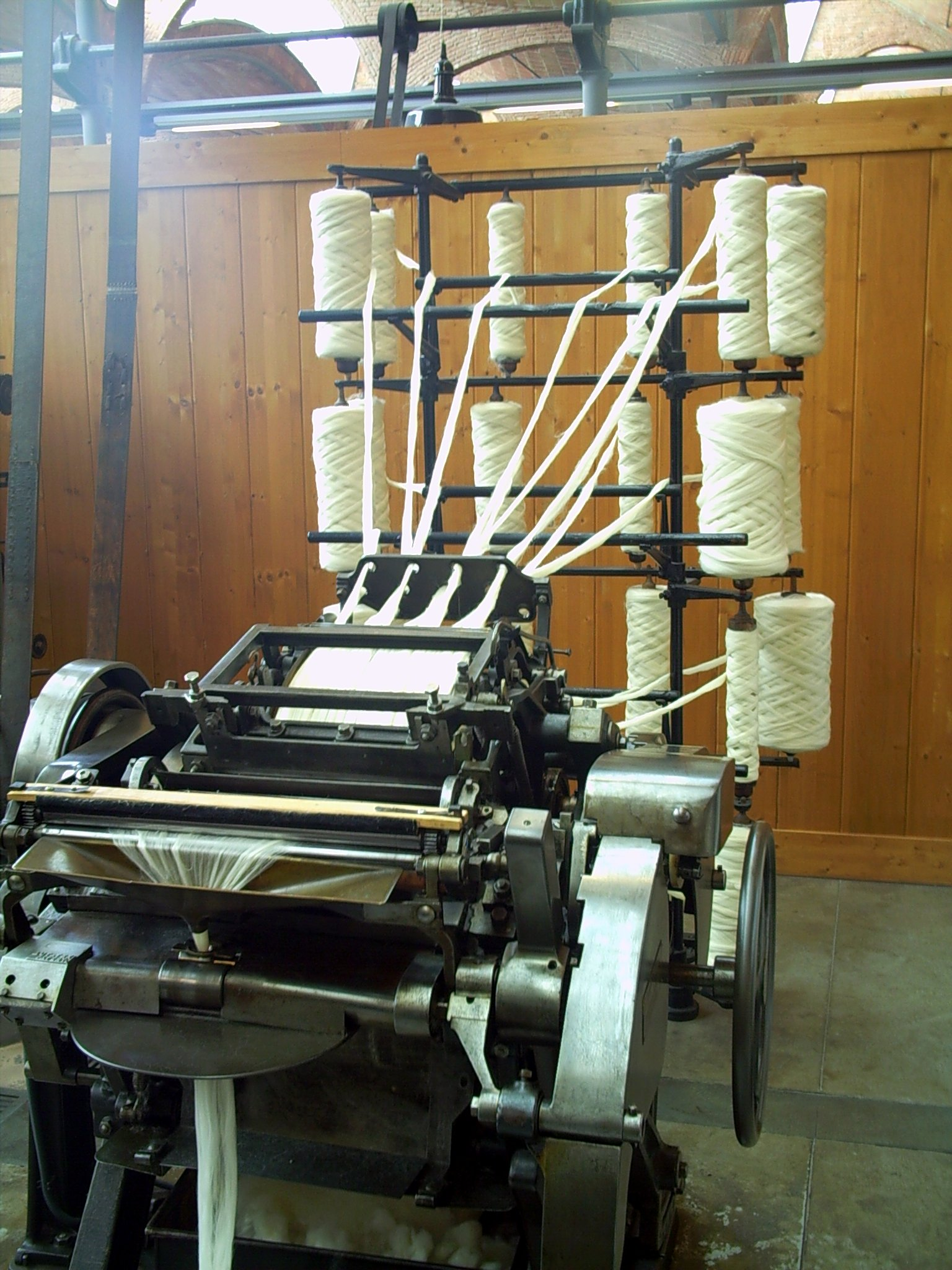
(10) Vlnařský česací stroj z 1. poloviny 20. století
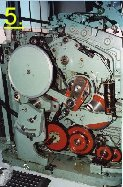
(10) Soukolí náhonu vlnařského česacího stroje z roku 1982